# Бетті Філд
Бетті Філд (англ. Betty Field, 8 лютого 1913 або 1918, Бостон, США — 13 вересня 1973, Гайяніс, США) — американська акторка театру і кіно.

## Життєпис
Народився в Бостоні, штат Массачусетс, в сім'ї Джорджа і Кетрін (до шлюбу Лінч) Філд, Бетті почала свою акторську кар'єру на сцені лондонського театру Вест Енд в комедії Говарда Ліндсі, Вона любить, я ні. Після початку своєї кар'єри вона повернулася в Сполучені Штати і з'явилася в кількох успішних сценічних постановках, перш ніж дебютувати у кіно в 1939 році. Зігравши Мейю, єдину жіночу роль у фільмі Про мишей і людей (1939), відбулося становлення Бетті як драматичної акторки. Вона знялася разом з Джоном Вейном в 1941 році у фільмі Пастух пагорбів. Філд зіграла другорядну роль у фільмі Кінг Роу (1942). Як член акторської студії,, Філд брала участь в багатьох бродвейських постановках, зокрема в п'єсі Елмера Райса Дівчина мрії (п'єса) і Жана Ануя Вальс тореадорів, але згодом повернувся до Голлівуду, та з'являлась у фільмах Плоть і фантазія (1943), Південець (1945), Великий Гетсбі (1949), Пікнік (1955), Автобусна зупинка (фільм) (1956), Пейтон Плейс (1957), Баттерфілд 8 (1960) і Птахолов з Алькатраса (1962)

### Особисте життя
Її перший шлюб з драматургом Елмером Райсом закінчився розлученням. У пари було троє дітей, Джон, Пол і Джудіт. Джон став адвокатом, але помер у басейні у віці 40 років. Її другий шлюб з Едвіном Лукасом тривав впрдовж 1957—1967. Третій шлюб з Раймондом Олівером тривав з 1968 до смерті Філд в 1973 році.

### Смерть
Бетті Філд померла від геморагічного інсульту в Гайянісі, штат Массачусетс, у віці 60 років.

## Фільмографія
| Рік  | Фільм                                    | Роль                |
| ---- | ---------------------------------------- | ------------------- |
| 1939 | Що за життя                              | Барбара Пірсон      |
| 1939 | Про мишей і людей                        | Мей                 |
| 1940 | Сімнадцять                               | Лола Пратт          |
| 1940 | Перемога                                 | Алма                |
| 1941 | Пастух пагорбів                          | Семмі Лейн          |
| 1941 | Блюз в ночі                              | Кей Грант           |
| 1942 | Кінг Роу                                 | Кассандра Тавер     |
| 1942 | Чи потрібні чоловіки?                    | Мері Елізабет Кугет |
| 1943 | Плоть і фантазія                         | Генрієтта           |
| 1944 | Великий Момент                           | Елізабет Мортон     |
| 1944 | Завтра, світ!                            | Леона Річардс       |
| 1945 | Південець                                | Нона Такер          |
| 1949 | Великий Гетсбі                           | Дейзі Б'юкенен      |
| 1955 | Пікнік                                   | Фло Овенс           |
| 1956 | Автобусна зупинка (фільм)                | Грейс               |
| 1957 | Пейтон Плейс                             | Неллі Крос          |
| 1959 | Hound-Dog Man                            | Кора МакКінні       |
| 1960 | Баттерфілд 8                             | Фанні Тербер        |
| 1962 | Птахолов з Алькатраса                    | Стелла Джонсон      |
| 1966 | 7 жінок                                  | Флорі Пезер         |
| 1968 | Як зберегти шлюб і зруйнувати ваше життя | Тельма              |
| 1968 | Блеф Куґана                              | Еллен Рінгермен     |